# ほやたまご
ほやたまごは、宮城県女川町の郷土料理。ゆで卵をまるごとホヤの剥き身で包み、特製出汁で煮込んだ料理である。
冷たいままでも、温めても食され、おでんの具としても利用される。
2014年ごろに女川町の水産加工会社「マルキチ阿部商店」によって商品化が行われた。「マルキチ阿部商店」では、ほやたまご以外にもホヤを使用した「ほやせんべい」、「さきほや」などを開発し、販売している。

## ガチャガチャ
2021年には仙台駅と女川町の商業施設内にほやたまごを入れたガチャガチャ（カプセル自動販売機）が設置され、話題となった。
コロナ禍のために商品の出張販売ができなくなり、女川町を訪れる観光客も減ったことから、「マルキチ阿部商店」の社長・阿部淳が無人でも販売可能でSNS映えするものとしてガチャガチャを発案し、常温保存が可能なほやたまごを開発して卵形のカプセルに詰めて、販売を行った。2021年3月に仙台駅構内の駅弁屋で販売を開始し、2か月で1000個以上を売り上げた。
ガチャガチャ用のプラスチックケースは洋菓子用に作られた丸型のものを使用し、ガチャガチャ販売機は中古品を購入している。

## 賞歴
- 2017年 第14回 宮城県水産加工品品評会 - 県知事賞[1][4]
- 2018年 第5回 新東北みやげコンテスト - 入賞[1]
- 2021年 第32回 全国水産加工品総合品質審査会 - 農林水産大臣賞[5]